# Tephrocactus aoracanthus
Tephrocactus aoracanthus là một loài thực vật có hoa trong họ Cactaceae. Loài này được Lem. miêu tả khoa học đầu tiên.